# Стара Весь (Пйотрковський повіт)
Стара Весь (пол. Stara Wieś) — село в Польщі, у гміні Розпша Пйотрковського повіту Лодзинського воєводства.
Населення — 491 особа (2011).
У 1975-1998 роках село належало до Пйотрковського воєводства.

## Демографія
Демографічна структура станом на 31 березня 2011 року:
|          | Загалом | Допрацездатний вік | Працездатний вік | Постпрацездатний вік |
| -------- | ------- | ------------------ | ---------------- | -------------------- |
| Чоловіки | 246     | 50                 | 172              | 24                   |
| Жінки    | 245     | 35                 | 148              | 62                   |
| Разом    | 491     | 85                 | 320              | 86                   |